# Pave Paul 2.
Paul 2. (oprindelig Pietro Barbo, 23. februar 1417 i Venedig—26. juli 1471) var en italiensk pave.
Han ville oprindeligt være købmand; men da hans morbror blev pave under navnet Eugenius 4. i 1431, valgte han den gejstlige løbebane. Han gik fra ærkediakonat til episkopat for i 1440 at blive udnævnt til kardinal. Han forstod at vinde alle,[kilde mangler] og i 1464 valgte kardinalerne ham enstemmig til pave, efter at han havde udstedt en streng håndfæstning. Straks da han blev pave, ændrede han håndfæstningen og gav til gengæld kardinalerne lov til at bære purpurkapper.
Han herskede enevældigt og lagde sig ud med humanisterne i det pavelige kancelli, men de måtte bøje sig. Han omgav sig med stor pragt, men styrede Kirkestaten godt.[kilde mangler] Af kirken søgte han at pine flere penge ud, han bandsatte Georg Podiebrad og pudsede ungarerne på ham, hvorved tyrkerne fik tid til at brede sig endnu mere. Han bestemte, at der skulde holdes jubelår hvert 25. år.